# Klarar Bananen Biffen?
Klarar Bananen Biffen? är en svensk komedifilm från 1957 i regi av Ragnar Frisk.

## Om filmen
Filmen premiärvisades 2 september 1957. Den spelades in vid Svensk Talfilms studio i Täby med exteriörer från Borås, Gränna, Göteborg och Huskvarna med flera platser av Åke W. Borglund. Som förlaga har man en fri tolkning av Rit-Olas tecknade serie om Biffen och Bananen som publicerades första gången 1936 i tidskriften Folket i Bild.

## Handling
Direktören Hammar importerar bananer medan direktören Backman är köttgrossist. Hammar har en chaufför som är vegetarian med bananer som främsta favorit. Backman har en chaufför som inte kan klara sig utan kött – således kallas de båda åkarna Bananen respektive Biffen. De båda direktörerna ingår en vadslagning tillsammans. Det gäller en gångtävling mellan Stockholm och Göteborg: vilken av deras anställda hinner först fram? Hammar satsar förstås på Bananen och Backman på Biffen.

## Kritik
Filmen fick blandad kritik. Så skrev Staffan Tjerneld i Expressen: "Någon riktig handling finns inte, men man hoppas att skådespelarnas rutin och smågags skall räcka. Och det gör det. Nästan, ibland blir biffen litet seg, för att tala filmens språk. Men på det stora hela är det ett hyggligt nöje man får tillsammans med herrar Grönberg och Söderblom." I DN kallade dock kritikern under signaturen Jerome den både "ovanligt menlös och pueril".

## Roller i urval
- Åke Grönberg - Biffen
- Åke Söderblom - Bananen
- Lennart Lindberg - Rolf Eriksson, journalist
- Kerstin Gustafson - Gun Backman, journalist
- Carl-Gunnar Wingård - Backman, direktör, Guns far
- Karl-Arne Holmsten - Hamrin, direktör
- Carl-Olof Alm - Pontus
- John Norrman - herr Mörk
- Helga Brofeldt - fru Mörk
- Ingemar Johansson - Ingemar Johansson
- Edwin Ahlqvist - Edwin Ahlqvist
- Gösta Kjellertz - Gösta Kjellertz
- Evert Granholm - Jonsson
- Gösta Prüzelius - Werner, doktor
- Eric Gustafsson - ordförande i Travellers Club

## Filmmusik i urval
- Cheeky Charlie, kompositör Ronald Hanmer
- Creaking Door, kompositör Ronald Hanmer
- After Closing Time, kompositör Hans May
- Binge, kompositör Frederick G Charrosin
- Creeping Horror, kompositör Gilbert Vinter
- Dance of the Hailstones, kompositör Kenneth Essex
- Grottos and Caves, kompositör Allan Gray
- Iridescence, kompositör Ludo Philipp
- Moonbeam, kompositör Theodore Holland
- Ragtime, kompositör Billy Scott
- Reverie Romantique, kompositör Robert Busby
- Rhythmic Fanfare, kompositör Wilfred Burns
- Suite Frivolities, kompositör Roger Vuataz
- Swizzle Sticks, kompositör Peter Yorke
- Tom Marches On, kompositör Clive Richardson
- En sjöman älskar havets våg, text Ossian Limborg

## DVD
Filmen gavs ut på DVD 2004, tillsammans med komedin Flottans muntergökar, och 2017.